# Condutância elétrica
Condutância elétrica é o inverso da resistência elétrica. A unidade derivada do SI de condutância é o siemens (símbolo S, igual a Ω-1). Oliver Heaviside criou esse termo em setembro de 1885. A condutância elétrica não deve ser confundida com a condutividade elétrica, que é uma característica específica de um material e recíproca da resistividade elétrica.

## Condutância clássica
O transporte de corrente elétrica em metais é bem descrito pela lei de Ohm, que relaciona a densidade de corrente j com o campo elétrico aplicado E por meio da condutividade elétrica σ:
{\displaystyle {\vec {j}}=\sigma {\vec {E}}}
Num modelo clássico de elétrons livres, com o efeito da estrutura cristalina incorporado na massa efetiva, a condutividade pode ser escrita na forma:
{\displaystyle \sigma =ne^{2}\tau /m^{*}}
em termos da massa efetiva e da carga do elétron, da densidade de elétrons e do tempo de relaxação. Em sistemas macroscópicos, é mais conveniente trabalhar com quantidades intrínsecas (condutividade σ), que são características do material.
A condutância elétrica depende de propriedades extensivas do material, tais como geometria e material, e pode ser vista através da seguinte formula:
{\displaystyle G=A\sigma /L}
e também a corrente elétrica:
{\displaystyle I=GV}
onde fica explícita a condutância ao invés da resistência, que é seu inverso.

## Condutância quântica
Sob que circunstâncias é possível considerar um fio como sendo um fio quântico? A primeira inferência que podemos fazer é que a equação:
{\displaystyle G=A\sigma /L}
deixa de ser aplicável quando pelo menos uma das dimensões do sistema é menor que o livre caminho médio de espalhamento. Também podemos inferir que as propriedades de transporte se alteram se houver confinamento quântico em pelo menos uma das direções.
De modo geral, os efeitos de confinamento de cargas tornam-se relevantes quando o tamanho da estrutura é da ordem do comprimento de onda de de Broglie associado ao elétron.
É possível construir heteroestruturas nas quais o confinamento quântico se dá em duas direções e mantendo uma das direções livre. Isto caracteriza um fio quântico. Nele, percebe-se, através da solução da equação de Schrödinger para o sistema, que em duas direções existirão energias quantizadas enquanto que na outra tem-se um gás de elétrons unidimensional. Através de uma análise menos superficial, nota-se que densidade de estados no nível de Fermi é importante na determinação das quantidades termodinâmicas e coeficientes de transporte do material e que o confinamento quântico tem efeito marcante sobre a forma relevante da densidade de estados. Considerando o exposto, podemos inferir mudanças nas propriedades de transporte eletrônico de sistemas confinados e pode-se perceber que as características de um fio quântico diferem substancialmente de fios metálicos macroscópicos. A condutância de um fio quântico depende apenas de constantes universais e não de características extensivas do sistema, tais como geometria e material.
```

  

    

      

        
G

        
=

        
M

        

          
e

          

            
2

          

        

        

          
/

        

        
h

      

    

    
{\displaystyle G=Me^{2}/h}

  

```

Onde M é o número de canais definidos pelo par de números quânticos associados à quantização devida ao confinamento em direções transversais.
A condutância quântica é completamente independente, tanto da geometria quanto do material, e é relacionada basicamente com constantes universais.
Outros aspectos agora relacionados à origem e aplicabilidade de correntes elétricas está ligado a física de sistemas de baixa dimensionalidade. Pode-se confeccionar um resistor quântico de tal maneira que o coeficiente de transmissão do elétron através de uma nanoestrutura dependa da sua energia de incidência e da barreira de potencial existente devida a interface de materiais distintos. Não obstante, dispositivos eletrônicos usam de efeitos quânticos para obter corrente, tais como diodo de tunelamento ressonante e transistor de um único elétron.